# Peter the Cat
Peter the Cat (geboren 1950; gestorben am 5. November 1964 in Lord’s Cricket Ground, London) war eine Hauskatze, die im Lord’s Cricket Stadion in London lebte.
Peter ist das einzige Tier, das im bekannten Cricket-Nachschlagewerk Wisden Cricketers’ Almanack verzeichnet ist. Die mutmaßlich männliche Hauskatze ist dort unter dem Stichwort Cat, Peter (The) zu finden. Peter the Cat ist außerdem Namensgeber eines Sammelwerks, das außergewöhnliche Nachrufe aus ebenjenem Nachschlagewerk sammelt.